# ملیس ابزالوف
ملیس ابزالوف (ازبکی: Melis Abzalov, Мелис Абзалов؛ ۱۸ نوامبر ۱۹۳۸ – ۲۶ اکتبر ۲۰۱۶) کارگردان فیلم، فیلم‌نامه‌نویس، تهیه‌کننده فیلم و بازیگر اهل کشور ازبکستان بود. 
از ابزالوف به عنوان یکی از بنیانگذاران و اعضای برجسته صنعت فیلمسازی ازبکستان تجلیل می شود. او در طول زندگی خود عناوین و جوایز افتخاری بسیاری از جمله عنوان هنرمند شایسته ازبکستان (۱۹۸۷) دریافت کرد. 